# اس‌اس رابین
اس‌اس رابین (به انگلیسی: SS Robin) یک کشتی است که طول آن ۱۴۳ فوت (۴۴ متر) می‌باشد.